# Maleise kikkerbek
De Maleise kikkerbek (Batrachostomus cornutus) is een vogel uit de familie Podargidae (Kikkerbekken).

## Verspreiding en leefgebied
Deze soort komt voor op Sumatra en Borneo en telt twee ondersoorten:
- B. c. cornutus: Sumatra, Borneo, Banka, Billiton (oostelijk van Sumatra) en Pulau Banggi (noordelijk van Borneo).
- B. c. longicaudatus: Kangenan (noordoostelijk van Java).